# Delosperma adamantinum
Delosperma adamantinum är en isörtsväxtart som beskrevs av Niederle. Delosperma adamantinum ingår i släktet Delosperma, och familjen isörtsväxter. Inga underarter finns listade i Catalogue of Life.